# Contio
Contio (lateinisch; ursprüngliche Form conventio, von convenire,
„zusammenkommen“) war in der römischen Republik eine informelle Versammlung des Volkes. Sie wurde von einem Magistrat einberufen, der dem Volk bestimmte Nachrichten mitteilen oder Ankündigungen machen wollte, beispielsweise über Gesetzesentwürfe. 
Eine Contio ging in der Regel den Comitia voran. Im Gegensatz zu den Comitia wurde jedoch nicht nach Curien, Centurien oder Tribus unterschieden, weder abgestimmt noch gewählt; dafür konnte hier diskutiert werden, während in den eigentlichen Versammlungen dann nur noch zugestimmt oder abgelehnt werden konnte. In der späten Republik diente eine Contio auch zur politischen Agitation, insbesondere durch Volkstribune.
Charakter und Funktion der Contiones sind in der aktuellen Forschung umstritten. Während Althistoriker wie Egon Flaig die traditionelle Ansicht vertreten, in diesen Versammlungen habe sich politische Willensbildung vollzogen (im Unterschied zu den eigentlichen Volksversammlungen), sind andere, wie Henrik Mouritsen, der Meinung, die Contiones seien eher Kundgebungen gewesen, bei denen Politiker zu ihren Anhängern gesprochen hätten. Auch nicht geklärt ist, wie lange Herolde die Verlautbarungen ausriefen, und ab wann Bekanntmachungen per Anschlag erfolgten. Teils wird davon ausgegangen, dass die Fiktion mündlicher Rede aus rein formalen Gründen aufrechterhalten geblieben sei; teils wird eine ciceronische Quelle dahingehend interpretiert, dass ihre Notwendigkeit noch in der späten Republik bestand.
In der römischen Armee war die Contio eine Art Kriegsrat oder Heeresversammlung.